# The Online Books Page
The Online Books Page ist eine US-amerikanische Digitale Bibliothek.

## Überblick
Eine Frage an diese Verweisdatenbank im Internet wird in einem ersten Schritt mit Verweisen auf Digitalisate aus Beständen von über zwei Millionen Büchern beantwortet. Liegen Treffer vor, so ist eines der Digitalisate in einem zweiten Schritt sogleich von einem nordamerikanischen Bibliotheksserver online lesbar oder frei zum Download nutzbar. Dabei wird in letzterem Schritt in der überwiegenden Zahl der Anwendungsfälle auf das Project Gutenberg, HathiTrust oder Internet Archive weitergeleitet.
Der Informatiker John Mark Ockerbloom hat die Datenbank 1993 entworfen und begründet. Er leitet das Projekt seit 1999 gemeinsam mit Alison Miner an den University of Pennsylvania Libraries.

## Abfragen
Gewöhnlich fragt der Nutzer nach dem „Titel“ oder dem „Autor“ des gewünschten Buch-Digitalisates. Auch die Einschränkung „Suche nach Autor und Titel“ ist möglich. Der Anwender außerhalb Nordamerikas sieht sich bei dieser herkömmlichen Suche allzu oft im oben genannten ersten Schritt mit dem abweisenden Copyright-Hinweis „US access only“ außer Gefecht gesetzt.
Daneben kann sich ein Überblick auf Datenbankinhalte, sortiert nach „Sachgebieten“, verschafft werden:
| Kürzel     | Sachgebiet (subject)                          |
| ---------- | --------------------------------------------- |
| A          | Gesamtüberblick                               |
| B          | Philosophie, Psychologie, Religion            |
| C, D, E, F | Geschichte                                    |
| G          | Geographie, Anthropologie, Folklore, Erholung |
| H          | Sozialwissenschaften                          |
| J          | Politikwissenschaften                         |
| K          | Recht                                         |
| L          | Erziehung                                     |
| M          | Musik                                         |
| N          | Schöne Künste                                 |
| P          | Sprache und Literatur                         |
| Q          | Wissenschaft                                  |
| R          | Medizin                                       |
| S          | Landwirtschaft                                |
| T          | Technologie                                   |
| U          | Militärwissenschaft                           |
| V          | Schifffahrt                                   |
| Z          | Bibliographie und Bibliothekswissenschaft     |

In dem Fall wird das Sachgebiet über den Link Überblick betreten.
Es gibt noch ein paar weitere nützliche Aufrufe. Über „NEW LISTINGS“ sind neue Einträge abrufbar. „SERIALS“ ergeben einen Überblick zu Periodika. „ARCHIVES AND INDEXES“ verweisen auf externe digitale Bibliotheken im Netz. 